# Willem van Gulik Schellaert
Willem van Gulik Schellaert was een zoon van Gerard III van Gulik.
Van Gulik Schellaert is de stamlegger van het Huis Schellaert. Willem was een broer van Gerhard IV, graaf van Gulik van 1128 tot 1143. In 1142 liet Willem het kasteel Obbendorf bouwen. Dit kasteel staat in Hambach, dat een deel vormt van de gemeente Niederzier in de Kreis Düren, Noordrijn-Westfalen.

## Huwelijk en kinderen
Willem trouwde met Ermengarde van Arenberg en verkreeg met haar de volgende kinderen:
- Geertruida van Schellaert trouwde met Thierry graaf van Manderscheid De van Manderscheid's sterven in 1200 uit. Ze worden opgevolgd door de heren van Kerpen.
- Willem van Schellaert (-1181), gesneuveld in de oorlog. Hij trouwde met Agnès van Reyfferscheid.
- Odile van Schellaert, trouwde in 1179 met Thierry van Gennep.
- Gerard van Schellaert. Hij trouwde in 1170 met Walburgis van Meurs. Zij was de dochter van Oswald van Meurs graaf van Meurs. Hij werd de vader van onder anderen Johan I Schellaert van Obbendorf heer van Niederen en Overen (- 6 maart 1251).
- Walburgis van Schellaert